# Locusteni, Dolj
Locusteni este un sat în comuna Daneți din județul Dolj, Oltenia, România.